# 今戶
今戶（日语：／ Imado */?）是東京都台東區的地名。現行行政地名為今戶一丁目與今戶二丁目。2013年8月1日為止的人口有4,248人。郵遞區號為111-0024。

## 地理
位於台東區東北部。南鄰台東區淺草，西與東淺草之間以吉野通為界，北與清川、橋場之間以今吉柳通為界，東為墨田區（向島）區境。町域內主要為商店與各種事業所、寺院、住居等混雜的區域。隅田川沿岸有許多學校與公園等公共設施。

### 河川、橋梁
- 隅田川
  - 櫻橋

## 歷史
過去此地以今戶燒聞名。今戶燒可追溯自天正年間（安土桃山時代），今戶燒的招財貓是江戶時代淺草地區的名物。

### 地名由來
今戶原名今津，與橋場（古津）相對，意為「新開設的渡船場」。

## 交通
水上巴士
- 東京都公園協會 - 行經隅田川的兩國、千住、荒川遊園、神谷、小豆澤

道路
- 東京都道314號言問大谷田線
- 東京都道464號言問橋南千住線

## 設施
公共設施
- 台東河濱運動中心

教育機關
- 東京都立淺草高等學校
- 台東區立櫻橋中學校

公園
- 台東區立隅田公園
- 台東區立山谷堀公園
- 台東區立今戶公園

寺社
- 今戶神社
- 熱田神社
- 稱福寺；龜田鵬齋、喜多村直寛之墓。
- 長昌寺
- 瑞泉寺
- 海禪寺

## 備註
1. ↑  住民基本台帳による町丁名別世帯人口数 平成２５年８月１日現在[永久]

## 外部連結
- 台東區官方網站